# BMW 레이디스 챔피언십
BMW 레이디스 챔피언십(BMW Ladies Championship)은 대한민국 경기도 파주시에 위치한 서원밸리 컨트리클럽에서 열리는 LPGA 투어 여자 프로 골프 대회이다.  2015년에 KLPGA 투어로 시작했으며 2019년 부터 LPGA 투어와 KLPGA 투어 공동 주관 대회로 전향했다. 이미 LPGA KEB하나은행 챔피언십이 열리고 있었기 때문에 대한민국 내에서 최초로 2개의 LPGA 투어 대회가 열릴 가능성이 있었지만 KEB 하나은행 측이 계약 연장을 하지 않으면서 유일한 LPGA 투어 대회가 되었다.  2022년 부터는 LPGA 단독 투어로 진행된다.

## 참가 선수
과거 KLPGA 공동 대회 시절에는 KLPGA 투어 상금 30위 내의 선수에게 참가 자격이 주어졌다. LPGA 투어 단독 대회 이후로는 LPGA 투어 대회 선수 68명과 스폰서 추천 선수 8명, 대한골프협회 추천 아마추어 선수 2명 총 78명이 경기를 진행한다.

## 중계방송
JTBC GOLF : 1라운드 ~ 최종 라운드 (전 경기 생중계) 
 JTBC : 최종 라운드 (JTBC GOLF와 동시 생중계)

## 우승자
| 년도 | 투어                            | 날짜                            | 우승자                          | 국가                            | 점수                            | 파                              | 골프장                          | 총 상금                         | 우승자 상금                     | 비고                            |
| ---- | ------------------------------- | ------------------------------- | ------------------------------- | ------------------------------- | ------------------------------- | ------------------------------- | ------------------------------- | ------------------------------- | ------------------------------- | ------------------------------- |
| 2023 | LPGA                            | 10월 19일 - 22일                | 민지 리                         | 오스트레일리아                  | 272                             | −16                             | 서원밸리 컨트리클럽             | $2,200,000                      | $330,000                        | [ 7 ]                           |
| 2022 | LPGA                            | 10월 20일 - 23일                | 리디아 고                       | 뉴질랜드                        | 267                             | −21                             | 오크밸리 컨트리클럽             | $2,000,000                      | $300,000                        | [ 8 ]                           |
| 2021 | LPGA, KLPGA                     | 10월 21일 - 24일                | 고진영                          | 대한민국                        | 266                             | −22                             | LPGA 인터내셔널 부산            | $2,000,000                      | $300,000                        | [ 9 ]                           |
| 2020 | 코로나19 범유행의 영향으로 취소 | 코로나19 범유행의 영향으로 취소 | 코로나19 범유행의 영향으로 취소 | 코로나19 범유행의 영향으로 취소 | 코로나19 범유행의 영향으로 취소 | 코로나19 범유행의 영향으로 취소 | 코로나19 범유행의 영향으로 취소 | 코로나19 범유행의 영향으로 취소 | 코로나19 범유행의 영향으로 취소 | 코로나19 범유행의 영향으로 취소 |
| 2019 | LPGA, KLPGA                     | 10월 24일 - 27일                | 장하나                          | 대한민국                        | 269                             | −19                             | LPGA 인터내셔널 부산            | $2,000,000                      | $300,000                        | [ 12 ]                          |
| 2018 | 대회 없음                       | 대회 없음                       | 대회 없음                       | 대회 없음                       | 대회 없음                       | 대회 없음                       | 대회 없음                       | 대회 없음                       | 대회 없음                       | 대회 없음                       |
| 2017 | KLPGA                           | 9월 14일 - 17일                 | 고진영                          | 대한민국                        | 272                             | −12                             | 스카이72 골프클럽               | ₩1,200,000,000                  | ₩300,000,000                    | [ 13 ]                          |
| 2016 | KLPGA                           | 7월 14일 - 17일                 | 고진영                          | 대한민국                        | 275                             | −13                             | 스카이72 골프클럽               | ₩1,200,000,000                  | ₩300,000,000                    | [ 14 ]                          |
| 2015 | KLPGA                           | 7월 16일 - 19일                 | 조윤지                          | 대한민국                        | 270                             | −18                             | 스카이72 골프클럽               | ₩1,200,000,000                  | ₩300,000,000                    | [ 15 ]                          |